# Osmussaare
Koordinaten: 59° 18′ N, 23° 23′ O
Osmussaare (schwedisch Odensholm, deutsch Odinsholm) ist ein Dorf (estnisch küla) in der Landgemeinde Lääne-Nigula (bis 2017: Landgemeinde Noarootsi) im Kreis Lääne in Estland. Es umfasst alle Häuser auf der zu Estland gehörenden Ostsee-Insel Osmussaar.

## Einwohnerschaft und Lage

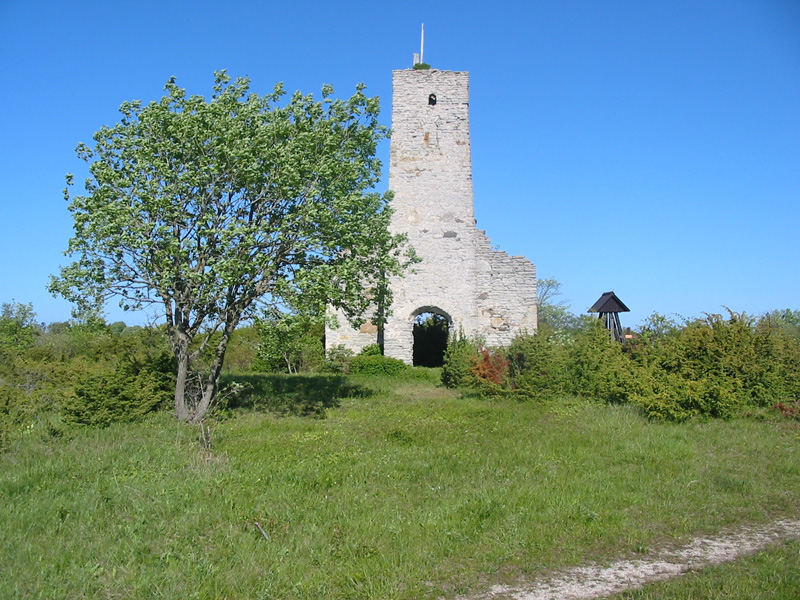
Jesus-Kapelle

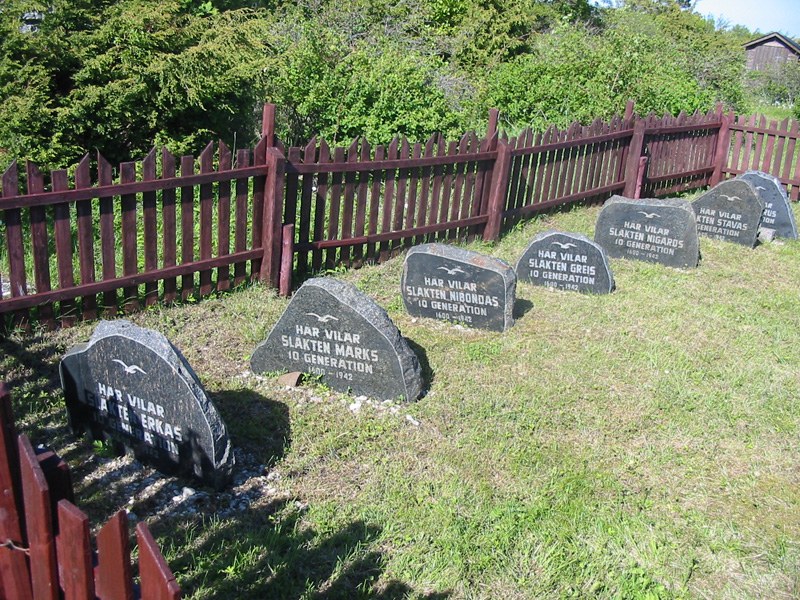
Friedhof mit den Familiengräbern

Der Ortsname ist offiziell zweisprachig estnisch und schwedisch, da das Dorf bis 1940 zum traditionellen Siedlungsgebiet der Estlandschweden gehörte.
Auf Osmussaar wohnen heute noch sechs Einwohner estnischer Herkunft (Stand 31. Dezember 2011). Sie leben hauptsächlich von der Schafzucht.

## Kapelle und Friedhof
Die Jesus-Kapelle im südlichen Teil der Insel wurde erstmals im Jahr 1627 urkundlich erwähnt. Sie wurde für Seefahrer errichtet. Das heutige Gotteshaus aus Stein stammt aus dem Jahr 1766. Es hat achtzig Sitzplätze. Während und nach dem Zweiten Weltkrieg verfiel die Kapelle zusehends. Von 2006 bis 2012 wurde das Gebäude mit seinem hohen Turm umfassend renoviert.
An der Wand der Kapelle erinnert eine Tafel an die sieben estlandschwedischen Familien, die am 12. Juni 1940 von der Roten Armee von der Insel vertrieben wurden.
An der Umzäunung des Kapellengeländes wurde 1852 ein Bildnis des bibellesenden Martin Luther angebracht. Es stammt von einem gesunkenen britischen Schiff.
Der Friedhof der Insel liegt im Nordosten der Insel. Dort stehen zwei Eichen nebeneinander. Sie werden im Volksmund Adam und Eva genannt.